# Quần đảo Cook tại Thế vận hội
Quần đảo Cook đã tham dự tám Thế vận hội Mùa hè và chưa từng tham gia Thế vận hội Mùa đông, cũng như chưa có huy chương Thế vận hội. Quần đảo Cook là khu vực duy nhất ngoài New Zealand trong Vương quốc New Zealand từng góp mặt tại Thế vận hội.

## Bảng huy chương

### Thế vận hội Mùa hè
| Thế vận hội         | Số VĐV        | Vàng          | Bạc           | Đồng          | Tổng số       | Xếp thứ       |
| 1896–1984           | không tham dự | không tham dự | không tham dự | không tham dự | không tham dự | không tham dự |
| Seoul 1988          | 7             | 0             | 0             | 0             | 0             | –             |
| Barcelona 1992      | 2             | 0             | 0             | 0             | 0             | –             |
| Atlanta 1996        | 3             | 0             | 0             | 0             | 0             | –             |
| Sydney 2000         | 3             | 0             | 0             | 0             | 0             | –             |
| Athens 2004         | 3             | 0             | 0             | 0             | 0             | –             |
| Bắc Kinh 2008       | 4             | 0             | 0             | 0             | 0             | –             |
| Luân Đôn 2012       | 8             | 0             | 0             | 0             | 0             | –             |
| Rio de Janeiro 2016 | 9             | 0             | 0             | 0             | 0             | –             |
| Tokyo 2020          | chưa diễn ra  |               |               |               |               |               |
| Tổng số             | Tổng số       | 0             | 0             | 0             | 0             | –             |